# Spergularia capillacea
Spergularia capillacea là loài thực vật có hoa thuộc họ Cẩm chướng. Loài này được (Kindb. & Lange) Willk. miêu tả khoa học đầu tiên năm 1874.